# István Nyers
István Nyers, známý také jako Stefano Nyers (25. květen 1924, Freyming-Merlebach, Francie – 9. březen 2005, Subotica, Srbsko) byl maďarský fotbalový útočník.

## Fotbalová kariéra
Trenér Helenio Herrera, který vedl francouzský tým Stade Français si jej v roce 1946 přivedl z pražského klubu ze Žižkova. Odehrál zde dvě sezony, ve kterých vstřelil 34 branek. Když Inter nedokázal koupit Mazzolu, rozhodli se že koupí právě Istvána.
Za Nerazzurri hrál šest let a vyhrál dva tituly (1952/53 a 1953/54) a v sezoně 1948/49 byl 26 góly nejlepším střelcem ligy. Celkem odehrál 182 utkání a vstřelil 133 branek.
Sezonu 1954/55 začal v Římě, kam odešel když již neměl jisté místo u Nerazzurri. Klubu pomohl k 3. místu v lize, když vstřelil 11 branek. V následující sezoně vstřelil 9 branek a po sezoně odešel do Španělska. Po dvou letech se vrátil do Itálie kde hrál dvě sezony v druholigovém Leccu a kariéru zakončil v roce 1961 v dresu Marzotto Valdagno.

## Hráčská statistika
| Sezóna                   | Klub                     | Liga                     | Liga   | Liga | Ligové poháry | Ligové poháry | Ligové poháry | Kontinentální poháry | Kontinentální poháry | Kontinentální poháry | Celkem | Celkem |
| Sezóna                   | Klub                     | Soutěž                   | Zápasy | Góly | Soutěž        | Zápasy        | Góly          | Soutěž               | Zápasy               | Góly                 | Zápasy | Góly   |
| ------------------------ | ------------------------ | ------------------------ | ------ | ---- | ------------- | ------------- | ------------- | -------------------- | -------------------- | -------------------- | ------ | ------ |
| 1944                     | GANZ                     | 2. liga                  | 10     | 3    | -             | 0             | 0             | -                    | 0                    | 0                    | 10     | 3      |
| 1945                     | Kispest                  | Nemzeti Bajnokság I      | 3      | 0    | -             | 0             | 0             | -                    | 0                    | 0                    | 3      | 0      |
| 1945/46                  | Újpest                   | Nemzeti Bajnokság I      | 17     | 17   | -             | 0             | 0             | -                    | 0                    | 0                    | 17     | 17     |
| 1946                     | Viktoria Žižkov          | Státní liga              | 3      | 1    | -             | 0             | 0             | -                    | 0                    | 0                    | 3      | 1      |
| 1946/47                  | Stade Français           | Division 1               | 35     | 21   | -             | 0             | 0             | -                    | 0                    | 0                    | 35     | 21     |
| 1947/48                  | Stade Français           | Division 1               | 27     | 13   | -             | 0             | 0             | -                    | 0                    | 0                    | 27     | 13     |
| Celkem za Stade Français | Celkem za Stade Français | Celkem za Stade Français | 62     | 34   | -             | 0             | 0             | -                    | 0                    | 0                    | 62     | 34     |
| 1948/49                  | Inter                    | Serie A                  | 36     | 26   | -             | 0             | 0             | -                    | 0                    | 0                    | 36     | 26     |
| 1949/50                  | Inter                    | Serie A                  | 36     | 30   | -             | 0             | 0             | -                    | 0                    | 0                    | 36     | 30     |
| 1950/51                  | Inter                    | Serie A                  | 36     | 31   | -             | 0             | 0             | -                    | 0                    | 0                    | 36     | 31     |
| 1951/52                  | Inter                    | Serie A                  | 29     | 23   | -             | 0             | 0             | -                    | 0                    | 0                    | 29     | 23     |
| 1952/53                  | Inter                    | Serie A                  | 31     | 15   | -             | 0             | 0             | -                    | 0                    | 0                    | 31     | 15     |
| 1953/54                  | Inter                    | Serie A                  | 14     | 8    | -             | 0             | 0             | -                    | 0                    | 0                    | 14     | 8      |
| Celkem za Inter          | Celkem za Inter          | Celkem za Inter          | 182    | 133  | -             | 0             | 0             | -                    | 0                    | 0                    | 182    | 133    |
| 1954/55                  | Řím                      | Serie A                  | 25     | 11   | -             | 0             | 0             | Stř.P                | 2                    | 1                    | 27     | 12     |
| 1955/56                  | Řím                      | Serie A                  | 29     | 9    | -             | 0             | 0             | -                    | 0                    | 0                    | 29     | 9      |
| Celkem za Řím            | Celkem za Řím            | Celkem za Řím            | 54     | 20   | -             | 0             | 0             | -                    | 2                    | 1                    | 56     | 21     |
| 1956/57                  | Terrassa                 | Segunda División         | 11     | 5    | -             | 0             | 0             | -                    | 0                    | 0                    | 11     | 5      |
| 1957/58                  | Sabadell                 | Segunda División         | ?      | ?    | -             | 0             | 0             | -                    | 0                    | 0                    | ?      | ?      |
| 1958/59                  | Lecco                    | Serie B                  | 9      | 3    | -             | 0             | 0             | -                    | 0                    | 0                    | 9      | 3      |
| 1959/60                  | Lecco                    | Serie B                  | 27     | 8    | IP            | 1             | 0             | -                    | 0                    | 0                    | 28     | 8      |
| Celkem za Lecco          | Celkem za Lecco          | Celkem za Lecco          | 36     | 11   | -             | 1             | 0             | -                    | 0                    | 0                    | 37     | 11     |
| 1960/61                  | Marzotto Valdagno        | Serie B                  | 11     | 2    | -             | 0             | 0             | -                    | 0                    | 0                    | 11     | 2      |
| Celkem                   | Celkem                   | Celkem                   | 278+   | 221+ | -             | 1             | 0             | -                    | 2                    | 1                    | 281+   | 222+   |

## Hráčské úspěchy

### Klubové
- 2× vítěz italské ligy (1952/53, 1953/54)

### Individuální
- 1x nejlepší střelec ligy (1948/49)